# Borkowo Kościelne
Borkowo Kościelne – wieś w Polsce położona w województwie mazowieckim, w powiecie sierpeckim, w gminie Sierpc. Ma status sołectwa. Wieś jest jedną z największych w tym rejonie. Leży nad Sierpienicą.
| SIMC    | Nazwa           | Rodzaj    |
| ------- | --------------- | --------- |
| 0574712 | Borkowo-Młyn    | część wsi |
| 0574729 | Borkowo-Parcele | część wsi |
| 0574735 | Nowa Wieś       | część wsi |

Prywatna wieś szlachecka położona była w drugiej połowie XVI wieku w powiecie sierpeckim województwa płockiego. Do 1954 roku istniała wiejska gmina Borkowo. W latach 1954–1959 wieś należała i była siedzibą władz gromady Borkowo Kościelne, po jej zniesieniu w gromadzie Sierpc. W latach 1975–1998 miejscowość administracyjnie należała do województwa płockiego.
Miejscowość jest siedzibą parafii pw. św. Apolonii.

## Linki zewnętrzne

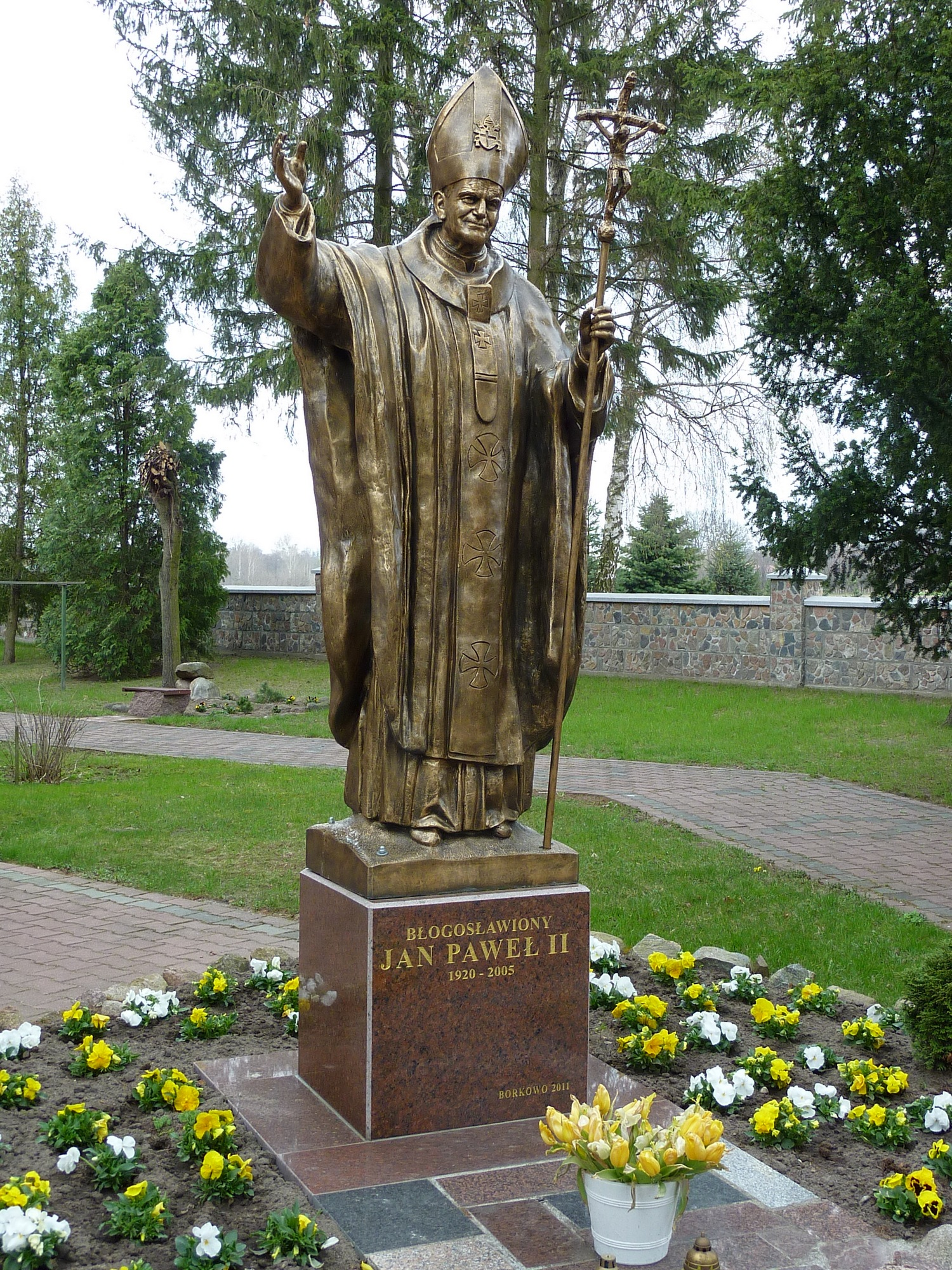
Pomnik Jana Pawła II przed kościołem św. Apolonii